# Crucea de Piatră
Crucea de Piatră – wieś w Rumunii, w okręgu Giurgiu, w gminie Călugăreni. W 2011 roku liczyła 414 mieszkańców.